# Haus Weber (Düsseldorf)

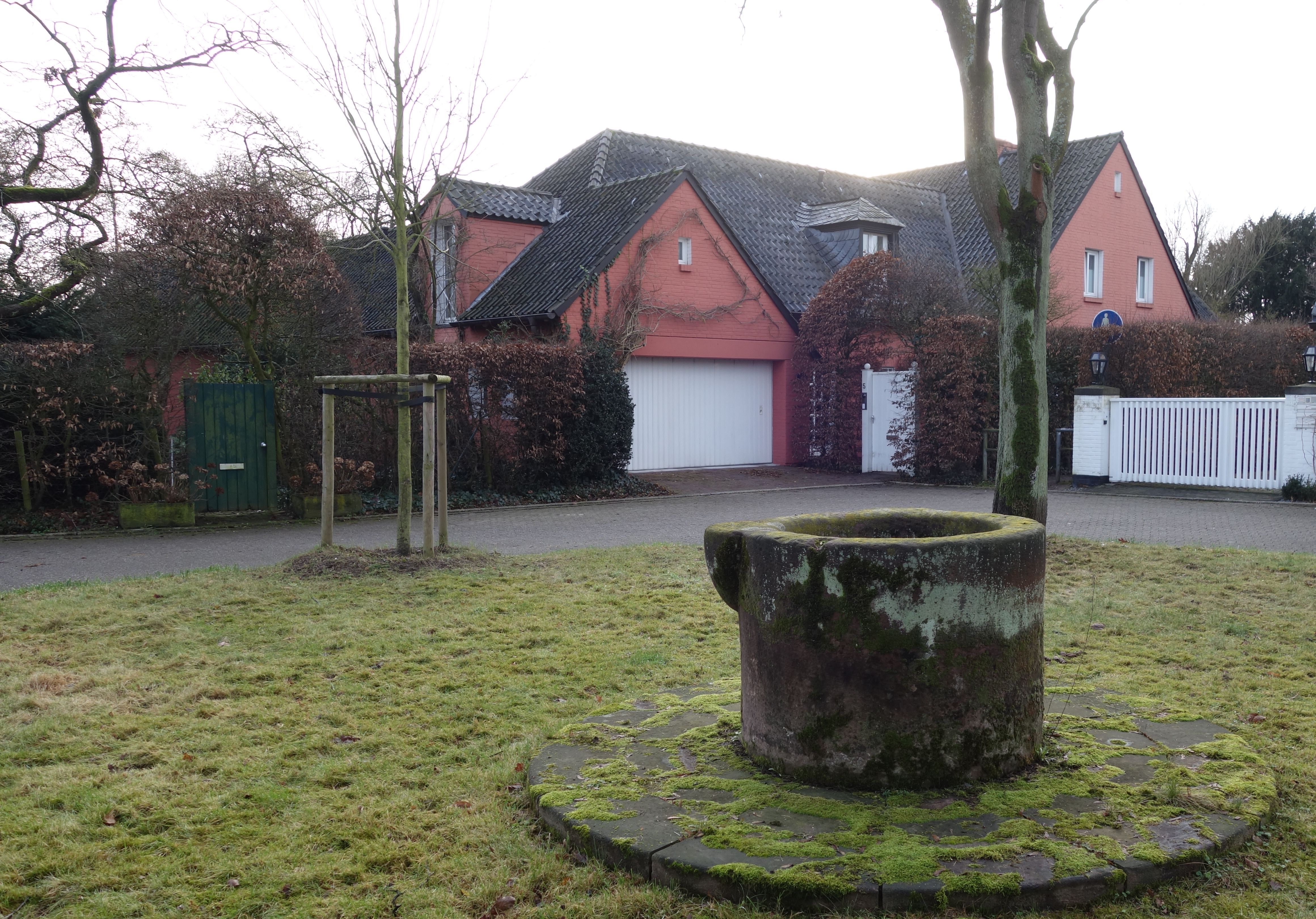
Haus Weber, Vorderseite mit Brunnenplatz

Das Haus Weber, An der alten Mühle 5 in Düsseldorf-Kalkum, wurde 1951 von Helmut Hentrich und Hans Heuser zusammen mit dem Landschaftsarchitekten Roland Weber in der Tradition des Heimatschutzstils der 1930er Jahre erbaut. Das Haus ist eingeschossig, hat weiß geschlämmtes Mauerwerk und schließt nach oben mit einem Satteldach ab. Auf der Gartenseite befindet sich eine große Fensterfläche. Das „Gartenzimmer“, ein unverglaster Raum, öffnet sich zu einem vorgelagerten rechteckigen Wasserbecken.
Das denkmalgeschützte Haus ist typisch für die Siedlung am Rande des historischen Dorfkerns von Kalkum.

Haus Weber am 1. Januar 2015
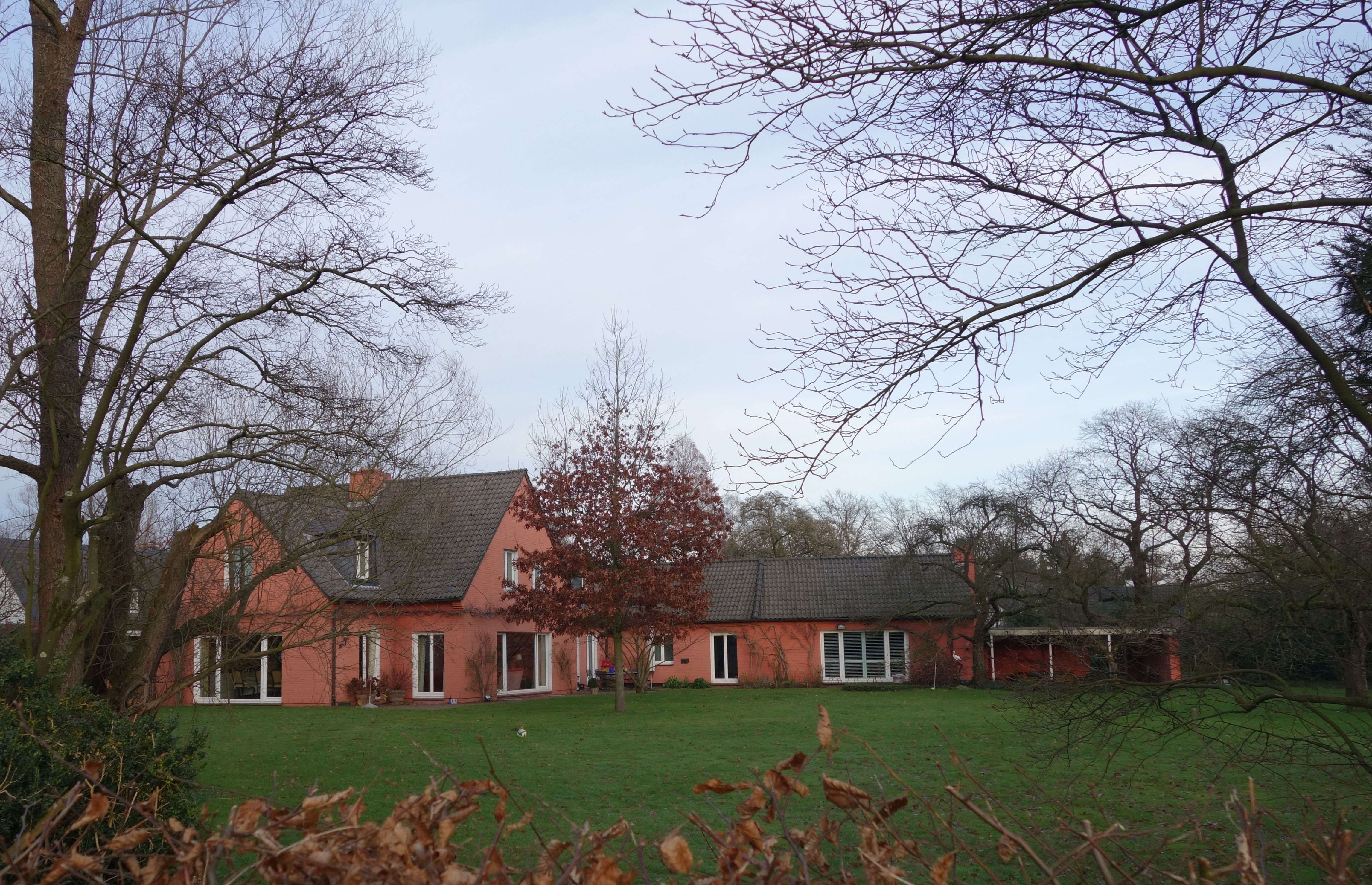
Rückfront
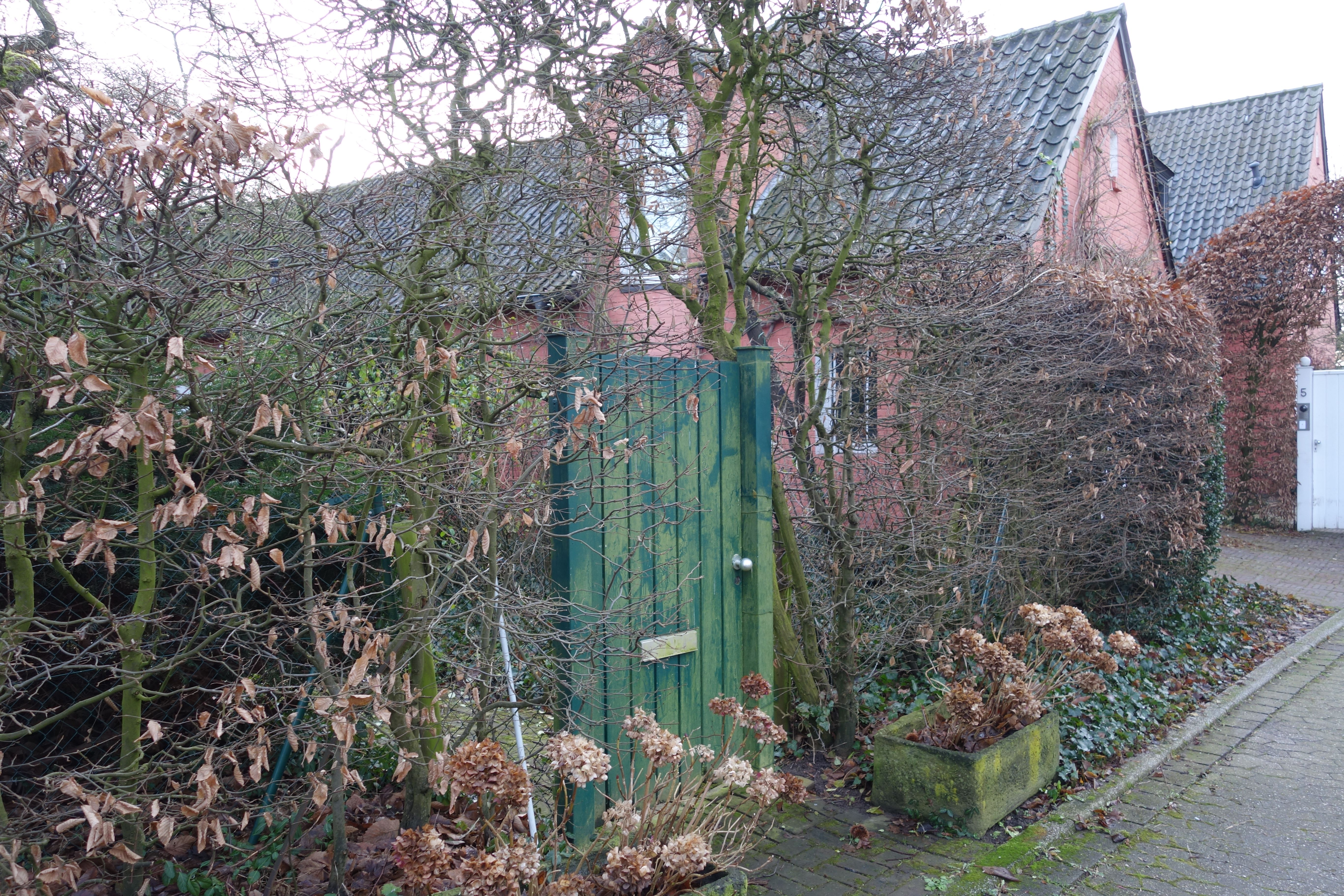
Seitenansicht, An der alten Mühle
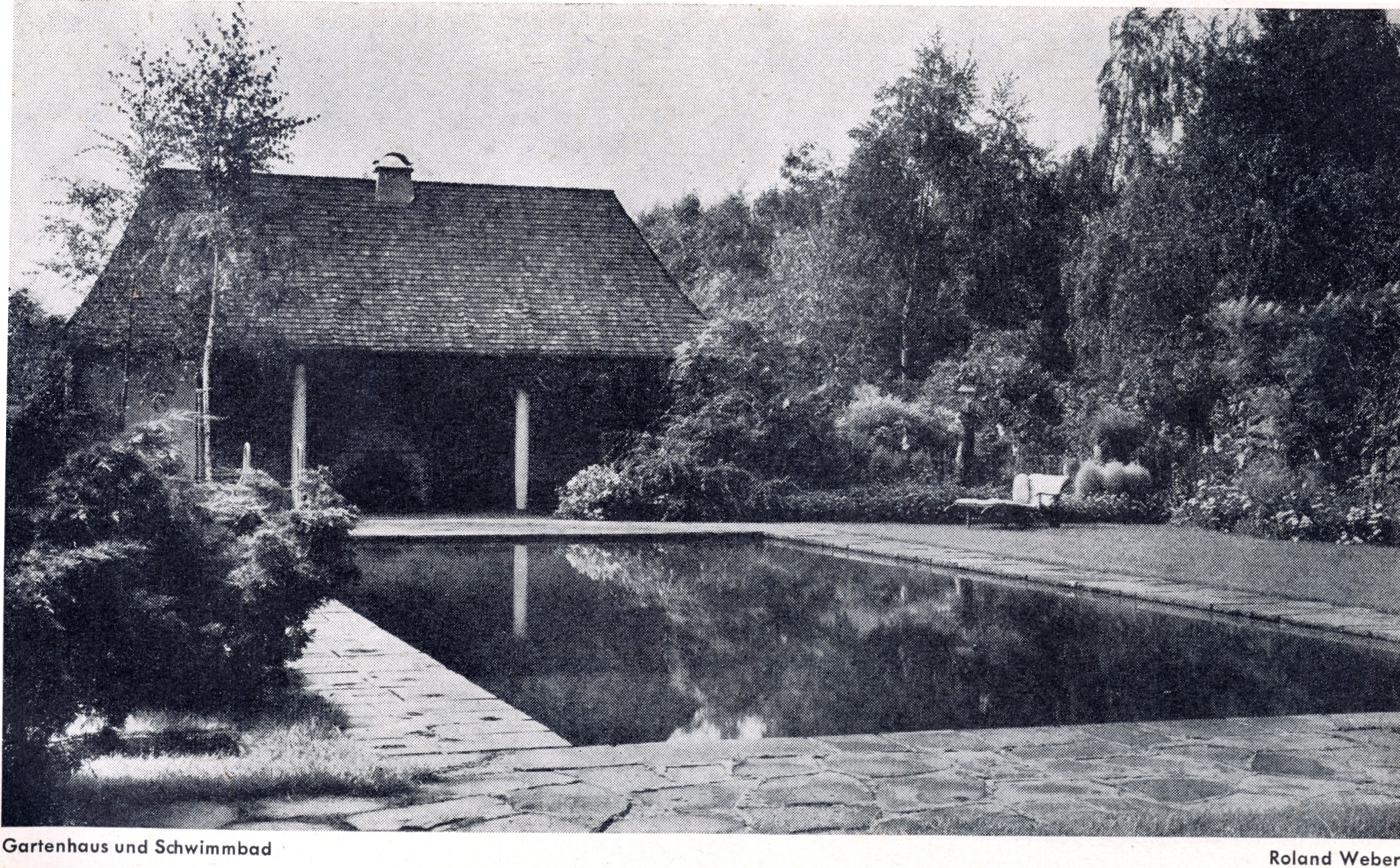
Gartenhaus